# Johan de Boose
Johan de Boose (Gent, 3 mei 1962) is een Nederlandstalige Belgische schrijver, dichter, toneelauteur en essayist.

## Biografie
De Boose studeerde Slavische talen en Oost-Europakunde aan de Universiteit Gent. In 1993 promoveerde hij op de Poolse avant-gardekunst (met name over Tadeusz Kantor en het Theater van de Dood). Hij werkte als docent aan hogescholen, universiteiten en toneelacademies. Hij leidde een experimentele theaterstudio in Gent. De Boose was geëngageerd als auteur en acteur bij diverse theatergroepen in België en Nederland. Daarnaast maakte en presenteerde hij programma's voor de Vlaamse Radio en Televisie Omroep (VRT), voornamelijk voor Radio 3 (later Klara) en Radio 1. Hij woonde geruime tijd in Polen, waar hij het werk van de avantgardekunstenaar Tadeusz Kantor bestudeerde. Samen met Kantors theater Cricot 2 reisde hij naar Frankrijk, Italië, België en de Verenigde Staten.
Hij publiceerde diverse artikelen, maar sinds 2003 wijdt hij zich fulltime aan het schrijven van poëzie, literaire non-fictie en fictie, in het bijzonder over zijn reizen in Oost-Europa. Hij is redacteur van de Poëziekrant en van DW B en freelance medewerker van De Standaard en van de openbare omroep VRT. Hij heeft een aantal van zijn romans bewerkt tot theatermonoloog, o.a. "Bloedgetuigen"; deze monoloog speelt hij ook zelf. In 2016-2017 schreef hij de tekst van Jan Fabre's  internationale theatercreatie Belgian Rules/Belgium Rules, en in 2023 van Peak Mytikas, On the top of Mount Olympus. In 2018 voltooide hij de romantrilogie "Het Vloekhout". In 2020 verscheen zijn autobiografische roman "Dondersteen". In 2025 verschijnt zijn lijvige non-fictieboek "Joegoslavië, kroniek van zes of zeven landen", een travelogue over de geschiedenis van Joegoslavië. 

## Prijzen
- 2008 - Henriette Roland Holst-prijs voor De Grensganger, reis langs de ruïnes van het IJzeren Gordijn.[1]
- 2010 - Prijs Provincie Oost-Vlaanderen voor Letterkunde 2010 (essay en monografie) voor De poppenspeler en de duivelin
- 2011 - Shortlist Herman de Coninckprijs voor Geheimen van Grzimek
- 2011 - Halewijnprijs van Roermond voor Bloedgetuigen
- 2012 - Cutting Edge Award voor Bloedgetuigen in de categorie beste Nederlandstalige boek
- 2012 - Longlist Gouden Boekenuil 2012 met Bloedgetuigen
- 2019 - Shortlist Libris Literatuurprijs 2019 met Het vloekhout
- 2019 - Winnaar van de Prijs voor het Spirituele Boek van het jaar met Het vloekhout (Medianetwerk Plus, Boekenbeurs Antwerpen)